# Lews Castle
Lews Castle (skotsk gælisk: Caisteal Leòdhais) er et slot fra victoriatiden i det vestlige Stornoway på Lewis i de Ydre Hebrider. Det blev bygget i 1847-1857 som sommerslot for sir James Matheson, som havde købt hele øen et par år tidligere for penge, han havde tjent ved opiumshandel i Kina. Det blev tegnet af arkitekt Charles Wilson.
I 1918 købte lord Leverhulme hele ejendommen af Mathesonfamilien. Han forærede det til befolkningen i Stornoway sogn i 1923.
Under 2. verdenskrig blev det brugt af 700 Naval Air Squadron, som betjente seks Supermarine Walrus i området.
I 1950'erne blev slottet brugt af studerende på Lews Castle College.
I dag ejer kommunalbestyrelsen, Comhairle nan Eilean Siar, egendommen, der er beskyttet af den britiske fredningslov. D. 22. november modtog Heritage Lottery Fund slottet £4.6 millioner til et museum og kulturcenter.